# Caroline Cossey
Caroline »Tula« Cossey (rojen kot Barry Kenneth Cossey), britanska transspolna igralka in fotomodel, * 31. avgust 1954, Brooke, Norfolk, Anglija.
Preden se je razvedelo, da je Cossey imela opravljeno spremembo spola (rodila se je kot moški), je nastopala kot eksotična plesalka, fotomodel in celo nastopila kot Bondovo dekle v filmu Samo za tvoje oči. 
Kot prva transeksualka je bila slikana za Playboy.